# Tumbao (Maunabo)
Tumbao es un barrio ubicado en el municipio de Maunabo en el estado libre asociado de Puerto Rico. En el Censo de 2010 tenía una población de 593 habitantes y una densidad poblacional de 156,61 personas por km².

## Geografía
Tumbao se encuentra ubicado en las coordenadas 18°1′15″N 65°55′16″O / 18.02083, -65.92111. Según la Oficina del Censo de los Estados Unidos, Tumbao tiene una superficie total de 3.79 km², que corresponden a tierra firme.

## Demografía
Según el censo de 2010, había 593 personas residiendo en Tumbao. La densidad de población era de 156,61 hab./km². De los 593 habitantes, Tumbao estaba compuesto por el 42.5% blancos, el 39.29% eran afroamericanos, el 2.19% eran amerindios, el 13.32% eran de otras razas y el 2.7% pertenecían a dos o más razas. Del total de la población el 99.66% eran hispanos o latinos de cualquier raza.